# Republica Chineză (1912-1949)
Republica China (în chineză tradițională: 中華民國; chineză simplificată: 中华民国; pinyin: Zhōnghuá Mínguó; Wade–Giles: Chung1-hua2 Min2-kuo2) a fost un stat în Asia de Est care a ocupat teritoriile actuale ale Chinei, Mongoliei și Taiwan. Ca o perioadă a istoriei chineze, ea a fost precedată de ultima dinastie imperială din China, Dinastia Qing și succedată de Republica Populară Chineză. Guvernul Republicii China acum guvernează insula Taiwan, precum și câteva mici insulițe din apropiere. Liderii Kuomintangului s-au retras în Taiwan după ce au pierdut în Războiul Civil Chinez împotriva comuniștilor chinezi, Partidul Comunist Chinez fondând Republica Populară Chineză pe continent.